# John Linton Myres

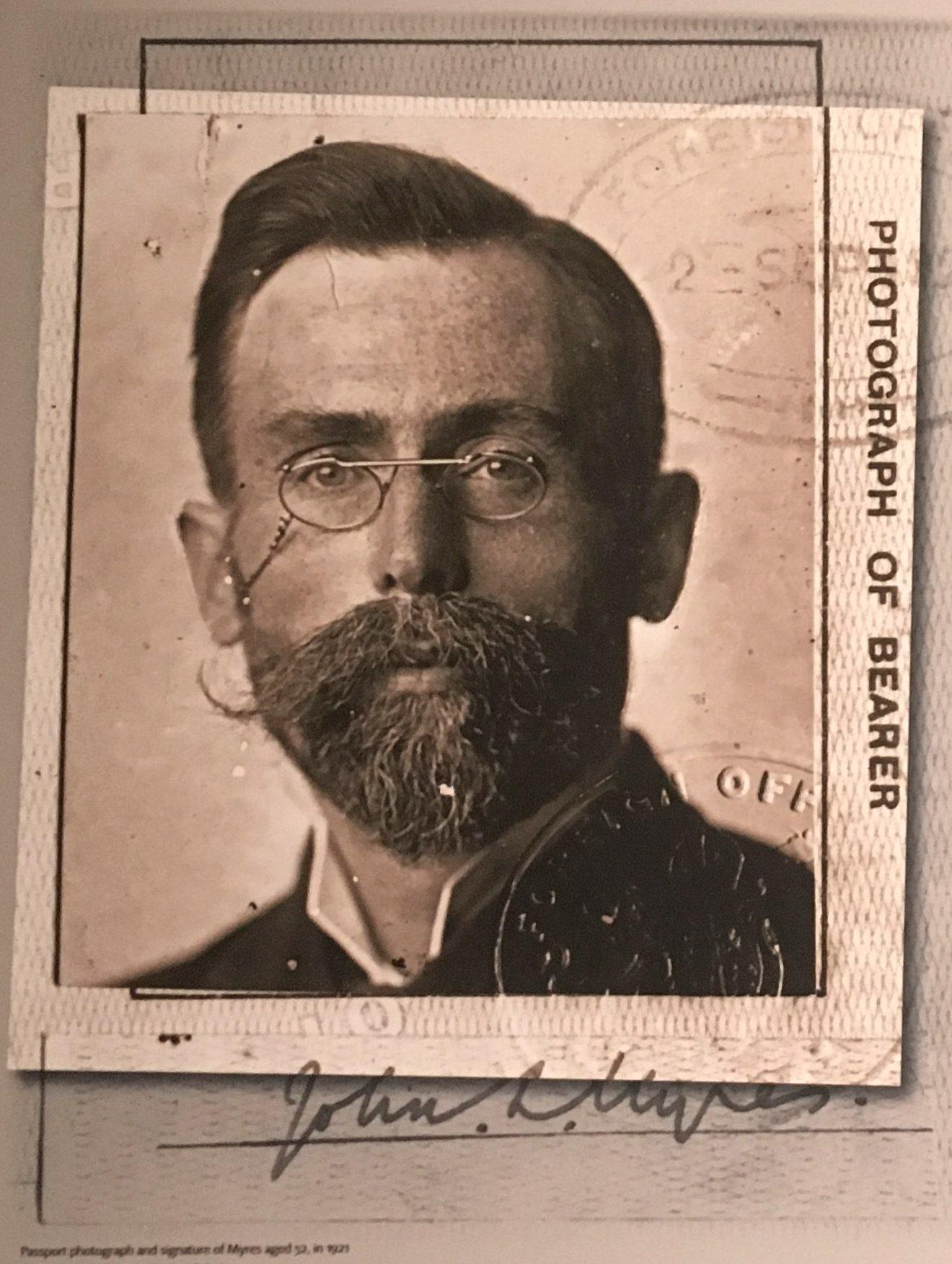
John Myres

Sir John Linton Myres OBE, FBA (* 3. Juli 1869 in Preston; † 6. März 1954 in Oxford) war ein britischer Althistoriker und Klassischer Archäologe.
Der Sohn eines Pfarrers erhielt seine Schulbildung am Winchester College und studierte ab 1888 am New College der Universität Oxford. Anschließend war er in Oxford von 1892 bis 1895 fellow am Magdalen College, danach bis 1907 Tutor am Christ Church College. 1903 wurde er lecturer für Klassische Archäologie an der Universität Oxford.
1907 wurde Myres Gladstone Professor of Greek an der Universität Liverpool, 1910 Wykeham Professor of Ancient History an der Universität Oxford. Im Jahr 1913/1914 war er der erste Inhaber der Sather-Gastprofessur an der University of California, Berkeley. 1926/1927 war Myres zum zweiten Mal Sather Professor. Seine Vorlesung Who were the Greeks? wurde 1930 in der Reihe Sather Lectures abgedruckt. Von 1928 bis 1931 war Myres Präsident des Royal Anthropological Institute of Great Britain and Ireland. 1919 wurde er als Officer in den Order of the British Empire aufgenommen, 1943 zum Knight Bachelor („Sir“) geschlagen. Seit 1923 war er Mitglied (Fellow) der British Academy.
Myres beschäftigte sich gleichermaßen mit der griechischen und römischen Geschichte, besonders mit der politischen Geschichte und der Rolle der Geschichtsschreibung. Er veröffentlichte außerdem archäologische Aufsätze und Monografien. Mehrmals hielt er sich zu Forschungsreisen und Ausgrabungen in Griechenland, Kleinasien und Zypern auf.
Sein Sohn war der Archäologe John Nowell Linton Myres (1902–1989).